# Onan Lama
Onan Lama is een bestuurslaag in het regentschap Dairi van de provincie Noord-Sumatra, Indonesië. Onan Lama telt 1325 inwoners (volkstelling 2010).